# Carme Juan i Verdià
Carme Juan i Verdià (Onda, comarca de Plana Baja, 6 de marzo de 1973) es una actriz y cantautora valenciana, licenciada en Arte Dramático (1999) y diplomada en Trabajo Social (1994) en Valencia. Empieza sus estudios de solfeo, guitarra, danza y canto de muy joven, a pesar de que su actividad profesional ha sido siempre dirigida hacia la interpretación.
Salta a la televisión como copresentadora del programa infantil Babaclub del Canal 9, donde mostró su capacidad artística como cantante con la grabación de varias canciones y videoclips musicales. Su último trabajo a la televisión pública valenciana fue en la exitosa serie L'Alqueria Blanca, donde además de interpretar el papel de un personaje principal, compuso e interpretó la canción principal de la serie. También ha participado en una docena de obras de teatro y ha protagonizado varios cortometrajes. En el 2013 sacó su primer disco: 'Ocupas mí Pensamiento', producido por Nacho Mañó.
Con el retorno de la televisión pública valenciana À Punt Media, ha participado en varios proyectos, siendo presentadora del programa musical "Cantant al coche", y tertuliana en À Punt Directe y protagonista de la serie Domingo Paella. Además de incorporarse nuevamente a L'alqueria Blanca.